# Fritz Peter (Mathematiker)
 Fritz Peter (* 1899 in Tengen; † 1949) war ein deutscher Pädagoge, Physiker und Mathematiker.
Peter wurde 1923 an der Universität Göttingen promoviert (am von Robert Wichard Pohl geleiteten 1. Physikalischen Institut). Er wurde Studienrat und später Oberstudienrat an der Schule Schloss Salem.
Er ist bekannt für den  Satz von Peter-Weyl von 1926 (veröffentlicht 1927) mit seinem Lehrer Hermann Weyl. Nach Thomas W. Hawkins sind die Arbeit mit Weyl und eine Arbeit von 1923 zu seiner Dissertation die einzige Veröffentlichung von Peter.

## Schriften
- mit  Hermann Weyl: "Die Vollständigkeit der primitiven Darstellungen einer geschlossenen kontinuierlichen Gruppe", Mathematische Annalen, Band 97, 1927, S. 737–755 (datiert 24. Juli 1926)[3]